# Lu Ťia-si
Lu Ťia-si (čínsky pchin-jinem Lú Jiāxī, znaky zjednodušené 卢嘉锡; 26. října 1915 — 4. června 2001) byl čínský chemik a politik, studoval v Číně, Londýně a USA, ve své vědecké práci se věnoval fyzikální, jadernou a strukturní chemii.  V Čínské lidové republice od roku 1949 byl jedním z předních chemiků, vstoupil do Demokratické strany čínských rolníků a dělníků, jedné z menších politických stran Čínské lidové republiky. Působil ve vedení Siamenské univerzity a univerzity ve Fu-čou i v provinční vládě a zastupitelském sboru ve Fu-ťienu. Během kulturní revoluce byl pronásledován, od roku 1978 se vrátil k veřejné činnosti jako předseda Čínské akademie věd (1981–1987), místopředseda (1983–1988) a předseda (1988–1997) Demokratické strany čínských rolníků a dělníků, člen stálého výboru (1983–1988) a místopředseda (1988–1993 a 1998–2001) celostátního výboru Čínského lidového politického poradního shromáždění a místopředseda stálého výboru Všečínského shromáždění lidových zástupců (1983–1993). místopředseda stálého výboru Všečínského shromáždění lidových zástupců (1993–1998).

## Život
Lu Ťia-si se narodil 26. října 1915 v tehdejším okrese Tchung-an (území je od roku 2003 součástí obvodu Si-ming ve městě Sia-men) v provincii Fu-ťien v rodině přistěhovalců z Tchaj-wanu. V roce 1927 byl přijat na soukromou střední školu v Sia-menu. V roce 1934 absolvoval katedru chemie na Siamenské univerzitě a po získání doktorátu z fyzikální chemie na University College London v roce 1939 odjel do Spojených států, kde pracoval a studoval na Kalifornském technologickém institutu. V roce 1944 se podílel na americkém obranném výzkumu v Marylandské výzkumné laboratoři. V roce 1945 se vrátil do Číny a vyučoval na Siamenské univerzitě jako profesor a děkan chemické fakulty.
V roce 1955 byl jmenován akademikem Čínské akademie věd. Roku 1956 vstoupil do Komunistické strany Číny, vstoupil také do Demokratické strany čínských rolníků a dělníků, jedné z menších politických stran Čínské lidové republiky, a od roku 1958 byl členem jejího ústředního výboru. V roce 1960 se stal viceprezidentem univerzity ve Fu-čou, ředitelem Fuťienského ústavu fyzikálních struktur Čínské akademie věd, místopředsedou výboru pro vědu a technologii fuťienské provinční vlády a viceprezidentem fuťienské pobočky Čínské akademie věd. Ve své vědecké práci se soustředil na fyzikální, jadernou a strukturní chemii, nejvýraznějších úspěchů dosáhl v posledním oboru. Roku 1964 byl zvolen poslancem Všečínského shromáždění lidových zástupců.
Během kulturní revoluce byl stejně jako mnoho dalších vědců označen za „buržoazní akademickou autoritu“, zbaven funkcí a pronásledován. Pomohl mu Čou En-laj, který vyzval vedení Fučouského vojenského okruhu, aby ho okamžitě osvobodilo a zařídilo mu práci. Po kulturní revoluci se vrátil k veřejné činnosti, roku 1978 byl podruhé zvolen poslancem Všečínského shromáždění lidových zástupců, opět vedl Fuťienský ústav fyzikálních struktur Čínské akademie věd a působil jako viceprezident Fučouské univerzity, zúčastnil se Národního vědeckého kongresu jako vedoucí delegace „provincie Tchaj-wan“. V letech 1978–1982 byl místopředsedou Čínské chemické společnosti, potom ji do roku 1983 vedl. Při obnovení vedení Demokratické strany čínských rolníků a dělníků roku 1979 se stal členem stálého výboru jejího ústředního výboru. Téhož roku byl zvolen místopředsedou stálého výboru fuťienského provinčního lidového shromáždění (do roku 1981).
V květnu 1981 byl zvolen prezidentem Čínské akademie věd (do ledna 1987). Roku 1983 byl zvolen členem stálého výboru celostátního výboru Čínského lidového politického poradního shromáždění a místopředsedou Demokratické strany čínských rolníků a dělníků. V letech 1986–1991 byl místopředsedou Čínské asociace pro vědu a techniku, v letech 1996–2001 jejím čestným předsedou. Roku 1988 povýšil na místopředsedu celostátního výboru Čínského lidového politického poradního shromáždění (do roku 1993) a předsedu Demokratické strany čínských rolníků a dělníků (do roku 1997). Roku 1993 byl zvolen místopředsedou stálého výboru Všečínského shromáždění lidových zástupců (do roku 1998) a roku 1998 se vrátil na místo místopředsedy Čínského lidového politického poradního shromáždění.
Zemřel 4. června 2001 ve věku 85 let ve Fu-čou v provincii Fu-ťien. 